# بندارت
بندارت (بالفارسية: بندارت) هي قرية تقع في Golestan Rural District في إيران. يقدر عدد سكانها بـ 1,338 نسمة .